# Paso de montaña

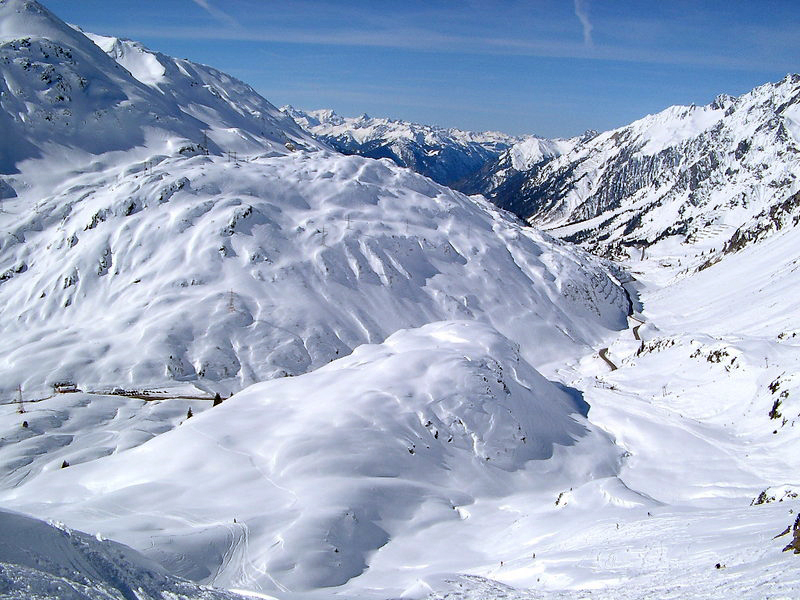
Carretera que cruza el puerto de montaña de Arlberg (Austria).

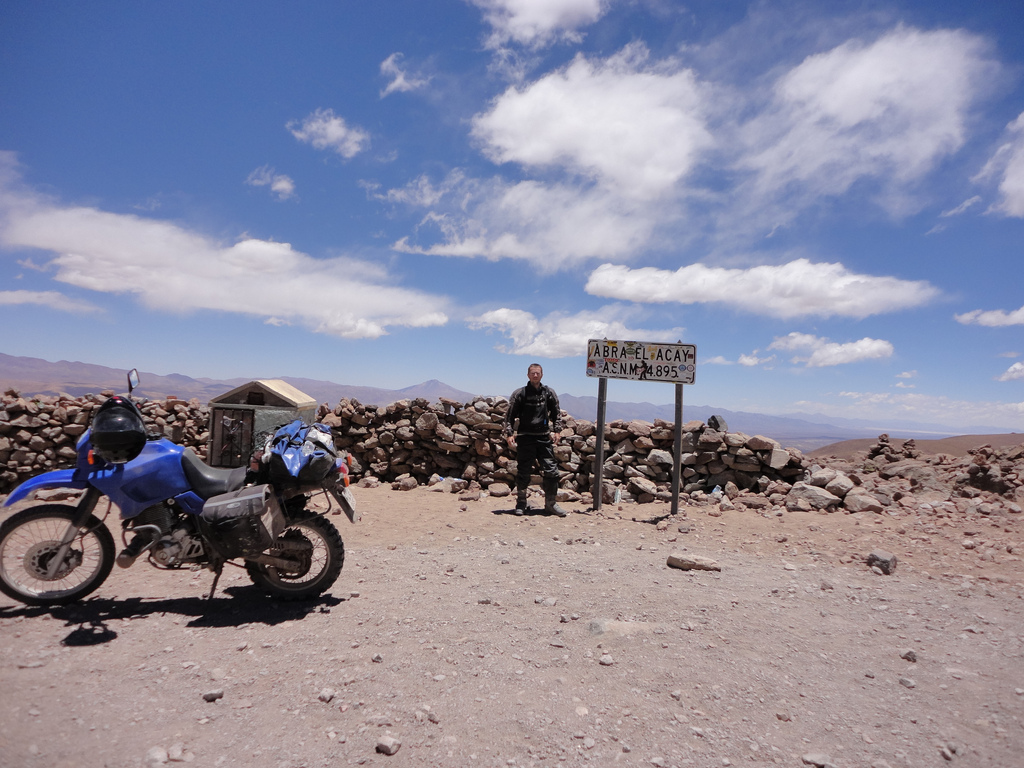
Mototurismo en el Abra del Acay (a 5061 m s. n. m. o 16 604 pies). Punto más alto de la Ruta Nacional 40 (Argentina).

Un paso de montaña o puerto —en ocasiones también denominado portillo, foz, hoz, alto o escobio— es el paso establecido a través de un collado o abra para cruzar una montaña o cualquier clase de sistema montañoso.
Este tránsito se realiza a través de una carretera de montaña, aquella que discurre por terrenos muy accidentados que suelen tener un tráfico reducido o su funcionalidad sea un uso muy específico, como turismo, deporte, etcétera.
Estas condiciones propician que los puertos de montaña se caractericen por tener trazados muy sinuosos y pendientes muy pronunciadas, además de por la frecuente presencia de nieve y otros elementos meteorológicos extremos, especialmente el viento, que se suele encajar y suele ser particularmente fuerte, lo que causa un descenso de altitud en las bandas de vegetación. Por esta causa resultan abundantes en pastos, lo que los hace especialmente adecuados para la ganadería, en especial si se practica algún modo de trashumancia.
El lugar de mayor altitud de la ruta que cruza las montañas, que a su vez suele ser el punto más bajo de dicho sistema montañoso, se conoce como puerto en algunos lugares, siendo una curva de acuerdo vertical máximo o curva que enlaza dos rasantes, líneas de una vía consideradas en su inclinación o paralelismo respecto al plano horizontal, de diferente inclinación.

## Puertos de montaña más largos del mundo
A continuación, se enlistan los puertos de montaña carrozables, algunos asfaltados y otros aptos para coches 4x4, teniendo en cuenta los kilómetros en clara pendiente. Por tanto, se descartan los puertos de montaña de subida suave.
Dada la gran cantidad de pasos de montaña, sólo aquellos que superen los 50 km serán tenidos en cuenta.
| Nombre                            | País           | Carretera                                                                | Pavimentado         | Altitud | Longitud(km) |
| --------------------------------- | -------------- | ------------------------------------------------------------------------ | ------------------- | ------- | ------------ |
| El Crucero                        | Colombia       | Ruta Nacional 62 (Colombia)                                              | Si                  | 3460    | 96           |
| Abra Tocanca                      | Perú           | AN-102                                                                   | No                  | 4680    | 90,1         |
| Alto El Sifón                     | Colombia       | Vía Los Nevados                                                          | Si                  | 4138    | 88,2         |
| Mana Pass                         | India          | Mana Pass Road0                                                          | No                  | 5622    | 86,4         |
| Abra Viraco                       | Perú           | AR-106                                                                   | Si                  | 4926    | 86           |
| Peña Salitre                      | Colombia       | Ruta Nacional 62 (Colombia) y camino vecinal                             | Si, menos el final  | 3535    | 85,5         |
| Abra Punta Callán                 | Perú           | PE-14                                                                    | Si                  | 4221    | 81,7         |
| Alto de Ventanas                  | Colombia       | Carretera Armero-Líbano (Tolima), Vía a Murillo y Vía al Nevado del Ruiz | Si, menos el final1 | 4037    | 81           |
| Collado del Cóndor/Pico el Águila | Venezuela      | Carretera Trasandina L-1                                                 | Si                  | 4118    | 80,8         |
| Alto de Letras                    | Colombia       | Ruta Nacional 50 (Colombia)                                              | Si                  | 3677    | 80,7         |
| Mirador Tres Cruces               | Ecuador        | E582                                                                     | Si                  | 4150    | 79,4         |
| Nathu La                          | India/China    | NH10(India) G562 (China)                                                 | Si                  | 4303    | 78,1         |
| Alto de Salinas                   | Ecuador        | Caminos vecinales, vía a Aguas Minerales y vía a Salinas-Yurakuksha      | No                  | 4345    | 76,9         |
| Abra Huacapetí                    | Perú           | AN-109                                                                   | No                  | 4591    | 72,9         |
| Abra Tauripampa                   | Perú           | LM-126                                                                   | No                  | 4490    | 67,2         |
| Abra Chicarhuapunta               | Perú           | AN-104                                                                   | Si                  | 4290    | 65           |
| Portezuelo de Conconta            | Argentina      |                                                                          | No                  | 4878    | 63           |
| Abra Pirhuayani                   | Perú           | PE-30C                                                                   | Si                  | 4725    | 64,7         |
| Paso de Sairecabur                | Chile          | B245 y via de acceso a Sairecabur                                        | No                  | 5539    | 58,9         |
| Wuling Pass                       | Isla de Taiwán | Provincial Highway 8, Provincial Highway 14                              | Si                  | 3393    | 57,4         |
| La Apagua                         | Ecuador        | E-30                                                                     | Si                  | 3996    | 54,2         |

()0: Carretera de tránsito militar, totalmente prohibido el acceso a civiles.
()1: Toda la carretera está en proceso de pavimentación hasta su continuación con la Esperanza en el cruce con la Ruta Nacional 50 (Colombia), muy cerca del Alto de Letras.

## Puertos de montaña más altos del mundo
Una lista representativa de aquellos transitables, incluidas las carreteras militares, siempre que sean pasos para circular de un valle a otro. Por tanto, quedan excluidos aquellos que no tienen continuación y terminan en el puerto de montaña.
Dada la gran cantidad de puertos elevados de montaña y la nueva construcción de carreteras en países como China e India, sólo aquellos que superen los 5700 metros estarán presentes.
| Nombre              | País  | Carretera                   | Pavimentado | Altitud |
| ------------------- | ----- | --------------------------- | ----------- | ------- |
| Chamkang La         | China | Carretera desconocida       | No          | 5952    |
| Yiyepusangla Daban  | China | Tiankong Way                | No          | 5885    |
| Yangi Pass          | China | Carretera desconocida       | No          | 5855    |
| Sawo La/Lajiong La1 | China | Carretera desconocida       | No          | 5830    |
| Buduo La            | China | Molin Highway               | No          | 5825    |
| Wenquan Daban       | China | Tiankong Way                | No          | 5808    |
| Umling La           | India | Chisumle-Demchok Road       | Si          | 5793    |
| Shangrang La        | China | Y706                        | No          | 5793    |
| Mobdi La            | China | Duoma-Shixiagou-Nischu Road | No          | 5780    |
| Zusong La           | China | Carretera desconocida       | No          | 5775    |
| Bodpo La            | China | Chumutu-Chepzi Highway      | No          | 5774    |
| Zalong Sheqiong     | China | Carretera desconocida       | No          | 5763    |
| Ouerji La           | China | Carretera desconocida       | No          | 5749    |
| Mukargang La        | China | Carretera desconocida       | No          | 5700    |

()1: Lajiong La es la carretera más alta abierta al tráfico civil.